# Carlo Ponti junior

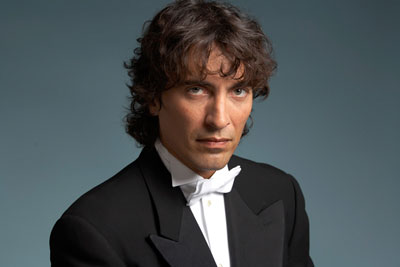
Carlo Ponti junior

Carlo Ponti junior (* 29. Dezember 1968) ist der Dirigent des San Bernardino Symphony Orchestra in Kalifornien.
Er ist der Sohn des Filmproduzenten Carlo Ponti und der Schauspielerin Sophia Loren. Seit dem 18. September 2004 ist er mit der ungarischen Geigerin Andrea Mészáros verheiratet. Am 8. April 2007 wurde ihr gemeinsamer Sohn, am 15. März 2012 ihre Tochter geboren.